# Heilige Congregatie voor de Riten
De Heilige Congregatie voor de Riten (lat: Sacra Rituum Congregatio), ook wel kortweg Ritencongregatie genaamd, was een dicasterie (onderafdeling) van de Romeinse Curie die zich bezighield met de riten, de ceremoniële gebruiken van de Rooms-Katholieke Kerk. De congregatie werd op 22 januari 1588 met de apostolische constitutie Immensa Aeterni Dei opgericht door paus Sixtus V.
De congregatie boog zich over vraagstukken met betrekking tot de liturgie en de sacramenten, terwijl ook de heilig- en zaligverklaringsprocessen aan deze congregatie waren toevertrouwd. Aanvankelijk viel ook de pauselijk ceremoniemeester onder deze congregatie, maar deze werd in de zeventiende eeuw als Congregatio caeremonialis verzelfstandigd.
Op 8 mei 1969 voerde paus Paulus VI met de constitutie Sacra Rituum Congregatio een reorganisatie door binnen de Curie. Paulus vond de taken van de Ritencongregatie te omvangrijk om in een enkele dicasterie te worden ondergebracht. Hij hief met deze constitutie derhalve de oude congregatie op en riep tezelfdertijd twee nieuwe congregaties in het leven: de Congregatie voor de Goddelijke Eredienst en de Regeling van de Sacramenten en de Congregatie voor de Heilig- en Zaligsprekingsprocessen. 